# Filasse (film)
Pour les articles homonymes, voir Filasse (homonymie) et De Witte.

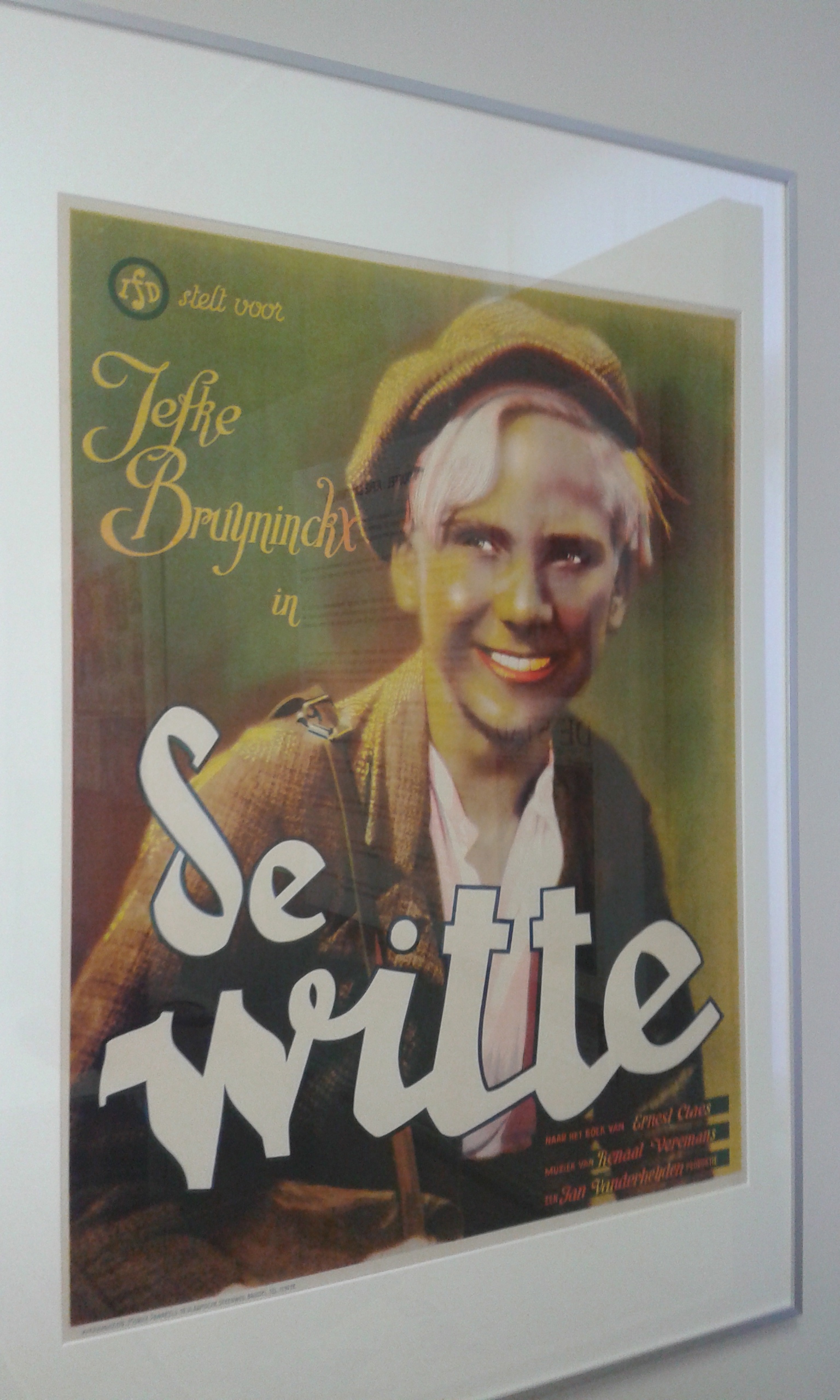
Affiche du film Filasse (De Witte), 1934

Filasse (titre origial De Witte) est un film belge réalisé par  Jan Vanderheyden en 1934, d'après le roman d'Ernest Claes.

## Fiche technique
- Titre : Filasse
- Titre original : De Witte
- Réalisation : Jan Vanderheyden
- Scénario : Edith Kiel d'après le roman d'Ernest Claes
- Musique : Renaat Veremans
- Société de production : Jan Vanderheyden-Film
- Pays : Belgique
- Format : Noir et blanc - Son mono
- Genre : Comédie
- Durée : 100 minutes

## Distribution
- Remy Angenot : Mijnheer Boon
- Willem Benoy : Hoofdonderwijzer
- Jef Bruyninckx : De Witte
- Nand Buyl : Makker
- Willem Cauwenberg : Onderwijzer